# 宇津木景福
宇津木 景福（うつき かげよし）は、幕末期の彦根藩士。彦根藩士古沢六右衛門の四男。通称は六之丞（ろくのじょう）。幼名・留吉。
近江国で生まれる。文政4年（1821年）、宇津木六之丞景俊の養嗣子となり、350石の宇津木六之丞家を継ぐ。
文政10年（1827年）、江戸へ出府し、藩主・井伊直亮の使番取次となる。また在府中には梁川星巌と親交があったという。天保5年（1834年）、母衣役となったため彦根に帰り、天保12年（1841年）に物頭、弘化3年（1846年）に表用人となる。一方で相模湾の海防のため相模国に1万4600石を宛がわれ、後には相州詰長期守護として警備に当たった。かねて親交のあった井伊直弼が藩主を継ぎ、安政5年（1858年）に直弼が幕府大老に就任すると、自身は藩の公用人となり、通商条約締結のために長野主膳が外部情報を集める一方で、藩論をまとめるために奔走した。以後も長野らとともに将軍継嗣問題や安政の大獄の処理に活躍した。安政7年（1860年）、直弼が桜田門外の変で暗殺された後も藩主に就任した井伊直憲に引き続き側役として仕えた。直弼の秘書課長的な役割に任じられ、当時の様子は『公用方秘録』として記録され後世に残った。
尊攘激派の運動が活発となった文久2年（1862年）、藩情の急転に伴い反対派の岡本半介が政権を握るとまもなく処罰の対象となり、まず8月27日に長野が処刑され、同日宇津木は滞在先の江戸で禁錮に処せられたのち彦根に召還、10月27日同じく斬罪の刑に処せられた。享年54。

## 登場作品
テレビドラマ
- 『花の生涯』（1963年、NHK大河ドラマ、演：北村和夫）
- 『篤姫』（2008年、NHK大河ドラマ、演：佐藤旭）